# Milone di Nanteuil
Milone di Nanteuil (... – Camerino, 6 settembre 1234) è stato un vescovo cattolico francese, vescovo-conte di Beauvais.

## Biografia
Era figlio di Gaucher I de Châtillon e di Helvide, ultima erede dei signori di Nanteuil-la-Fosse; il padre con il matrimonio ricevette dunque anche la signoria di Nanteuil. Ebbe quattro fratelli: Gaucher II, che continuò il lignaggio; Guillaume, cavaliere, signore d'Autrêches; Gui e André, cavalieri banneret; e due sorelle, Agnes e Marie.
Il 19 dicembre 1217 Milone di Nanteuil, già prevosto della cattedrale di Reims, canonico e arcidiacono di Beauvais, fu eletto vescovo di Beauvais; uno dei primi impegni che dovette affrontare nella nuova carica, oltre a confermare al capitolo le prerogative e i privilegi concessi dal vescovo precedente, fu portare a termine la fondazione dell'abbazia di Penthemont, vicino a Beauvais, che il suo predecessore Philippe de Dreux aveva fortemente a cuore; nel 1230 papa Gregorio IX sancì la nuova fondazione con una Bolla.
La Quinta crociata era stata appena indetta, e Milone, come molti altri laici ed ecclesiastici, volle unirsi al pellegrinaggio armato: affidò l'amministrazione della diocesi al vescovo di Soissons, Jacques de Basoches, e partì; giunse in tempo per partecipare all'assedio di Damietta, ma venne catturato durante la battaglia di Fariskur e condotto prigioniero nella fortezza di Babilonia, nei pressi del Cairo. Vi rimase confinato per alcuni anni (di quel periodo rimangono due documenti della diocesi di Beauvais, l'uno del 1220, l'altro del 1221, firmati per suo conto dal vicario).
Riuscì a pagare il riscatto e ottenere la libertà nel 1222; sul ritorno fece tappa a Roma, dove volle rendere omaggio a papa Onorio III desiderando ricevere direttamente dal pontefice la consacrazione episcopale; Onorio accondiscese e Milone fece infine ritorno alla propria diocesi nel corso del medesimo anno.
Nel 1223 partì per un concilio dei vescovi francesi indetto a Sens dal legato pontificio per discutere delle misure da prendere contro gli Albigesi del Midi. Filippo Augusto, che desiderava essere presente, volle tuttavia che l'assemblea si riunisse a Parigi, ma durante i lavori il sovrano morì, il 14 luglio 1223. Il legato e i padri conciliari assistettero ai funerali a Saint-Denis, dopodiché si lasciarono per riprendere il concilio col nuovo re.
Luigi VIII fu incoronato a Reims nell'agosto seguente; Milone di Nanteuil, in quanto vescovo di Beauvais e perciò pari di Francia, fu tra i prelati che assistettero alla cerimonia.
Nel 1225 la cattedrale di Beauvais, ancora in riparazione dall'incendio del 1188, fu completamente distrutta da un nuovo incendio. Milone intraprese con grande energia l'opera di ricostruzione, stanziando a tale scopo per dieci anni un decimo delle rendite del vescovado, e chiese di fare lo stesso ai canonici del capitolo e ai detentori di benefici della diocesi; ordinò inoltre che tutti i benefici che nel corso del decennio successivo divenissero vacanti fossero incamerati per un anno e devoluti allo stesso scopo.
Nel 1226 il nuovo re riprese la lotta all'eresia albigese e intervenne in prima persona alla testa dell'esercito marciando sulla Linguadoca; lo accompagnavano gli arcivescovi di Reims e Sens, i vescovi di Beauvais, Noyon e Senlis, e molti altri prelati, vassalli e cavalieri. L'impresa si concluse con la morte prematura del sovrano, l'8 novembre 1226; Milone assistette ai funerali del defunto re e alla consacrazione di Luigi IX il 29 dello stesso mese.
Nel primo periodo del nuovo regno Milone godette dei favori del sovrano: nel 1228 vide addirittura la propria diocesi prescelta per la fondazione di un'abbazia reale, la futura abbazia di Royaumont.
Nei tre anni seguenti Milone lasciò a un vicario il governo spirituale della diocesi e si trasferì a Roma, per dare man forte a papa Gregorio IX, in conflitto con Federico II di Svevia; il pontefice accettò con riconoscenza l'offerta di aiuto, gli affidò un comando nell'esercito pontificio, e lo nominò governatore del Ducato di Spoleto verso la fine del 1230. Una volta pacificato il ducato, Gregorio gli concesse di tornare alla sua diocesi.
Appena rientrato a Beauvais, alla fine del 1232, Milone trovò la città in preda ai disordini. Si doveva eleggere un nuovo sindaco, e, secondo la convenzione del 1182 tra il comune e il vescovo approvata da Filippo Augusto, questi doveva essere scelto dal vescovo fra tredici candidati eletti dai cittadini; la borghesia non riusciva però ad accordarsi sui candidati, e i tumulti erano all'ordine del giorno. Luigi IX, con atto sovrano, nominò sindaco un borghese di Senlis, Robert de Muret; dopo un'iniziale calma, le rimostranze della cittadinanza contro tale imposizione scoppiarono in forma violenta: il 31 gennaio 1233 una feroce rivolta fece decine di morti, e il sindaco ebbe salva la vita per un soffio.
Milone entrò in aperto conflitto con Luigi IX quando il sovrano volle accorrere di persona, con la reggente e regina madre Bianca di Castiglia, per ristabilire l'ordine; il vescovo gli ingiunse di non intervenire, reclamando il proprio esclusivo diritto di giustizia sulla città. San Luigi, allora diciottenne, reputando che la gravità delle circostanze giustificasse tale atto d'imperio, e forse sospettando qualche coinvolgimento del vescovo negli avvenimenti, decise ciononostante di intervenire e reprimere i disordini con grande autorità: 1500 persone furono arrestate, di cui alcune vennero bandite e altre imprigionate, mentre i principali colpevoli ebbero le case demolite; il tutto d'accordo col nuovo sindaco, nominato senza l'assenso vescovile.
La tensione con il vescovo Milone raggiunse l'apice quando questi si vide chiedere dal re 80 lire parigine per le spese e l'alloggio durante i cinque giorni di soggiorno a Beauvais, e furono reintrodotti alcuni tributi pecuniari a carico della diocesi aboliti a suo tempo da Filippo Augusto. Al rifiuto del vescovo a pagare senza aver prima consultato il Capitolo, Luigi gli fece sequestrare i beni mobili, li fece vendere all'incanto, e lasciò un presidio armato in città. Il vescovo, dopo aver intimato per tre volte ai commissari reali di restituirgli i propri beni, lanciò la scomunica su di loro, sul sindaco e sugli scabini.
La prima domenica di Quaresima del 1233 Milone convocò un concilio provinciale a Noyon, davanti al quale denunciò il comportamento reale; si tenne un'inchiesta, e un nuovo concilio riunitosi a Laon un paio di settimane dopo ingiunse al re di riparare i danni cagionati al vescovo; siccome Luigi non si risolveva a dare soddisfazione, un nuovo concilio riunito a San Quintino decretò l'interdetto sulla diocesi. I vescovi trovarono però l'inaspettata opposizione dei capitoli, fomentati dal re, che si opponevano a una decisione presa senza consultarli.
In seguito alle rimostranze dei capitoli, l'arcivescovo di Reims, Henri de Dreux, riunì una nuova assemblea a San Quintino il 18 dicembre 1233, presenti anche i delegati dei capitolo; i vescovi ritrattarono la precedente decisione malgrado le proteste del vescovo di Beauvais, il quale si appellò al Papa: non ebbe modo di vedere l'esito della vicenda, poiché morì il 6 settembre 1234, in viaggio verso Roma per cercare soddisfazione alle sue richieste; fu il suo secondo successore, Robert de Cressonsacq, a ricomporre la disputa col sovrano ricorrendo a una transazione.
Il vescovo Milone fu anche un mecenate di artisti e del trovatore Jean Renaut, che gli dedicò il Roman de la Rose ou de Guillaume de Dole.